# May Pang
Pour les articles homonymes, voir Pang (homonymie).
May Fung Yee Pang, née le 24 octobre 1950 à Manhattan, à New York, est une productrice de musique américaine.
Elle est connue pour avoir été l'assistante et la compagne temporaire de John Lennon, au milieu des années 1970. Elle avait auparavant travaillé comme assistante personnelle et coordonnatrice de production pour Lennon et sa femme, Yoko Ono.
En 1973, John et Yoko se séparent. John Lennon et May Pang ont une relation qui dure plus de 18 mois, ce que Lennon désignera plus tard comme son « Lost weekend » (son Week-end perdu).
Pang a produit deux livres au sujet de leur relation : Loving John (Warner, 1983) et un livre de photographies : Instamatic Karma (St. Martins, 2008).
Elle a ensuite épousé le producteur Tony Visconti.

## Le «Lost weekend»
En 1973, John et Yoko rencontrent des problèmes conjugaux et décident de se séparer, au moins momentanément: John part pour Los Angeles. Sur une suggestion de Yoko, il entame une relation avec May Pang  : « Il avait ma permission » dira plus tard Yoko Ono. 
Cette période va durer dix-huit mois. John appellera plus tard le séjour à Los Angeles, marqué entre autres par la consommation d'alcool, son « lost weekend », en référence au roman et au film du même nom, mettant en scène un personnage aux prises avec l'alcoolisme.
Durant l'été 1973, May Pang participe à l'enregistrement de Mind Games. 
Et en 1974, elle est aux côtés de John quand une décision de justice contraint celui-ci d'enregistrer trois chansons de Chuck Berry : en 1969, sur la chanson Come Together parue sur l'album Abbey Road, John avait en effet emprunté les mots here comes old flat-top à la chanson You can't catch me[pas clair].
John et May Pang louent une maison donnant sur une plage de Santa Monica et tous deux invitent plusieurs musiciens à partager leur toit : Harry Nilsson, Ringo Starr et Keith Moon en feront notamment partie.
May Pang fait alors en sorte que Julian Lennon rende visite à son père. Ce sera la première fois depuis quatre ans et tous deux se reverront par la suite de façon régulière .
John lui a acheté une guitare Gibson Les Paul et une Boîte à rythmes pour Noël en 1973 et il l'encourage en lui montrant quelques accords : « Papa et moi étions beaucoup mieux ensemble ensuite », se souvient Julian,. « Nous avons eu beaucoup de plaisir, on a beaucoup ri et passé de bons moments quand il était avec May Pang. Mes souvenirs de cette époque avec papa et May sont très clairs : ils ont été les plus beaux moments dont je me souviens avec eux ».
Durant cette période, May Pang incite également John à renouer avec Paul McCartney. C'est ainsi que le 28 mars 1974, John et Paul participent à une jam, où l'on retrouve Stevie Wonder, Harry Nilsson, Bobby Keys et Jesse Ed Davis (en). On en conserve un enregistrement, de médiocre qualité, sur A Toot and a Snore in '74, un album bootleg.
Peu après, en juin, John et May Pang retournent vivre à New York. John a cessé de boire et se concentre sur l'enregistrement de l'album Walls and Bridges. Le couple s'installe dans un appartement, au 434 de la 52ème Rue Est. Le 23 août, il affirme avoir vu un OVNI depuis la terrasse : "un objet circulaire flottant silencieusement à moins de 100 mètres". Le Daily News de New York rapporte que cinq personnes ont rapporté des faits similaires dans le même quartier de New York.
Walls and Bridges atteint la première place des charts. John obtient son seul single "numéro un" de son vivant avec Whatever You Gets Through the Night, où il partage la partie chant avec Elton John. May Pang est la petite voix qui chuchote "John" sur #9 Dream et la chanson Surprise, Surprise (Sweet Bird of Paradox) se réfère à elle. On entend par ailleurs Julian, 10 ans, jouer de la batterie sur  Ya Ya, le dernier morceau de l'album,. Lors de l'enregistrement de l'album, Al Coury, vice-président de Capitol Records, obtient de Phil Spector les bandes des sessions. John termine alors l'album Rock 'n' Roll avec les mêmes musiciens  utilisés sur Walls and Bridges. May Pang recevra plus tard un prix disque d'or de la RIAA pour son travail sur Walls and Bridges. Elle poursuit son travail de coordonnatrice de production de John sur Rock 'n' Roll, où elle est créditée comme "Mother Superior" (Mère Supérieure). Elle participe également à des albums de Ringo Starr, Elton John et David Bowie.
En février 1975, McCartney et son groupe, les Wings, sont à la Nouvelle-Orléans pour enregistrer la  chanson Rock Show, qui figurera sur leur prochain album, Venus and Mars. John prévoit alors de l'y retrouver mais, le jour précédant sa visite, il se réconcilie avec Yoko et la rencontre n'aura finalement pas lieu. Plus tard, Yoko dira que May avait réussi à imposer à John un traitement lui permettant d'arrêter de fumer,.
Plus tard également, John détaillera le « lost weekend » dans une longue interview au journaliste Larry Kane (en). A propos de sa liaison avec May Pang, il dira : « Vous savez Larry, j'ai peut-être été plus heureux que je ne l'ai jamais été... J'ai aimé cette femme, j'ai fait de la belle musique mais je me suis tellement foutu dedans avec l'alcool et le haschish ».

## Les Livres de May Pang sur Lennon
Après que Lennon soit retourné vers Yoko, May Pang commence à travailler pour les disques United Artists Records et Island Records en tant que directrice des relations publiques, et travaille sur des albums de Bob Marley et Robert Palmer.
- May Pang publie ses mémoires, Loving John en 1983, qui a ensuite été mis à jour et renommé, John Lennon: The Lost Weekend. L'original de 500 pages est essentiellement axé sur le rôle de Pang sur les albums de Lennon et les sessions qui s'y rapportent[18]. Il a été réédité en 300 pages, en se concentrant principalement sur les aspects sensationnels de sa relation avec John Lennon. Cette édition comprenait également les cartes postales écrites par John Lennon à May Pang au cours de ses voyages à travers le monde dans la fin des années 1970. May Pang affirme qu'elle et John sont restés amoureux jusqu'en 1977, et qu'elle est restée en contact avec lui jusqu'à sa mort[19].
- May Pang édite un livre de photographies, Instamatic Karma, publié en 2008[20],[21]. Outre les portraits personnels, le livre contient quelques importantes photographies historiques, comme lors de signature de la dissolution officielle de la société des Beatles, et la célèbre photo de John Lennon et Paul McCartney ensemble. Cynthia Lennon a également écrit une appréciation très chaleureuse, exprimant combien elle avait été compatissante et attentive envers elle et son fils Julian ainsi que sur le rôle qu'elle avait joué dans la réunion du père, John Lennon, avec son premier fils Julian. May et Cynthia resteront très proches[2].

## Vie personnelle
May Pang épouse le producteur de disques Tony Visconti en 1989, ils ont deux enfants, Sébastien et Lara. Le couple divorce en 2000.
Elle reste en contact avec certaines personnes rencontrées durant sa période commune avec Lennon. 
Elle a été invitée par Paul McCartney pour le service commémoratif de Linda McCartney.
Elle a été invitée au Concert for George en 2002, et reste proche de Cynthia Lennon, de son mari Charles Noel, et de son premier fils Julian Lennon,.
Bien que n'ayant pas eu de contact depuis 20 ans, le 9 octobre 2006, elle rencontre Yoko Ono en Islande, pour ce qui aurait été le 66e anniversaire de John Lennon. 
Yoko Ono à Reykjavik, a inauguré une sculpture. Elles logeaient dans le même hôtel.
May Pang vit actuellement avec ses enfants dans l'État de New York, et produit une ligne de bijoux Feng Shui en acier inoxydable. 
Elle est bénévole dans un refuge pour animaux appelée Animal Haven à New York.